# Cantonul Gap-Campagne
Cantonul Gap-Campagne este un canton din arondismentul Gap, departamentul Hautes-Alpes, regiunea Provence-Alpes-Côte d'Azur, Franța.

## Comune
- La Freissinouse
- Gap (parțial, reședință)
- Manteyer
- Pelleautier
- Rabou
- La Roche-des-Arnauds